# کمبریج پارک (نیو ساوت ولز)
کمبریج پارک (به انگلیسی: Cambridge Park) یک حومه شهر در استرالیا است که در نیو ساوت ولز واقع شده‌است.